# 平成28年台風第10号
平成28年台風第10号（へいせい28ねんたいふうだい10ごう、アジア名：ライオンロック、フィリピン名：ディンド）は、2016年（平成28年）の11番目（後述）に発生した台風である。日本の南で複雑な動きをした台風であり、数日間、西寄りの進路を通った後、東寄りに進路を変え、北上し、8月30日18時前に岩手県大船渡市付近に上陸。1951年（昭和26年）に気象庁が統計を取り始めて以来初めて東北地方の太平洋側に上陸した台風となった。この非常に珍しい進路が特徴である。

## 概要

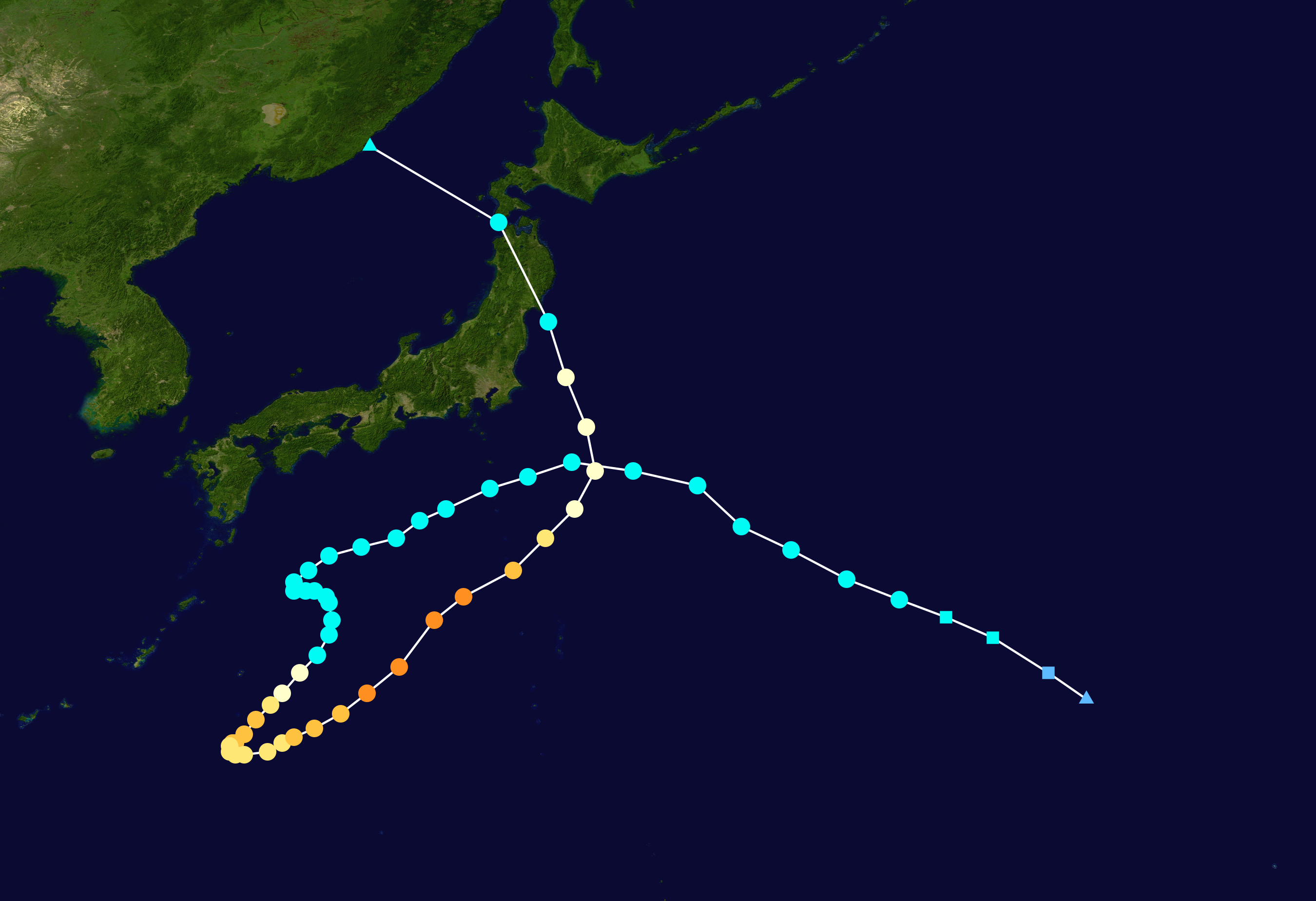
台風の進路図

8月15日頃にウェーク島の北西海上で発生した低圧部が、16日21時(協定世界時16日12時)に熱帯低気圧に発達した。低気圧番号96Wを与えられている。合同台風警報センター（JTWC）は18日8時0分(協定世界時17日23時0分)にTCFA(熱帯低気圧形成警報)を発し、熱帯低気圧番号12Wを割り当てた。また、気象庁は19日に「発達する熱帯低気圧に関する情報」を出して警戒を促した。
12Wは当初は19日21時(協定世界時19日12時)に関東南東（八丈島の東の北緯33度5分、東経141度25分）で台風となったと発表されていたが、事後解析の結果21日21時(協定世界時21日12時)に四国沖の北緯29度10分、東経133度20分で台風となったと修正された。アジア名ライオンロック（Lionrock）と命名された。この事後解析により発生日時が台風11号と逆転することとなり、11号のほうが先に発生していた。また、発生地点も速報値から約900kmも変わったことになるという異例の事後解析結果となった。この台風番号と発生日時の逆転現象は、2009年の台風7号と台風8号におけるケース以来7年ぶりに発生した。
台風は24日昼頃にフィリピンの監視領域に進入し、フィリピン大気地球物理天文局(PAGASA)によってフィリピン名ディンド(Dindo)と命名されたが、フィリピンへの影響は殆どなかった。

## 特徴
この台風は緯度の高い場所で発生した台風であったが、海水温の高いところへ台風が進んだため発達し、数日間停滞したため、本州に近い海域で発生した台風としては異例の「長寿」台風となった。

速報値の段階では、北緯30度以上の海域で発生した台風としては最も長寿の台風であると報道されていた。しかし、事後解析で台風としての期間が丸2日間短くなったことが確認されたため、従来の記録を破ることは出来なくなった上、そもそも北緯30度以上の海域で発生した台風ではなかったことになる。
この台風は、初め西寄りに進んだ後東寄りに進路を変え、さらにその後再び進路を北西に変えて日本に上陸し、2回もUターンをするような特徴的な進路を辿ったため、何故このようなコースで進むのかということが社会的に関心を集め、このことについて解説した記事が多く見られた。まず、発生当初は日本の東で勢力を強めていた太平洋高気圧の影響で西進していたものが、南大東島南方で進路を大きく変えて沖縄付近で迷走をはじめた理由については、大陸から張り出した高気圧によるものとみられている。その後、大陸からの高気圧が弱まったと同時に偏西風が大きく蛇行したことに加え、例年より日本の近くに表れたモンスーントラフとその南にあった高気圧から吹き出す東風の影響も加わって、Uターンするように北東に進んだ。そして、伊豆諸島の東海上で進路を北西に変えたのは日本海にあった寒冷低気圧（寒冷渦、切離低気圧とも）に吹き込む反時計回りの風の影響とみられており、この低気圧と藤原の効果を起こしたことになる。
台風の接近と同時に、朝鮮半島付近に上述の寒冷低気圧が発生し、発達しながら日本海側に居座ったため、台風の直接的な影響は小さい西日本でも低気圧と台風の湿った空気の影響で大気の状態が不安定になり、総雨量が100ミリを超える大雨となった。また、この低気圧に伴う寒気の影響で、西日本では連日の猛暑が解消し、30日の朝は九州を中心にこの時期としては記録的な強い冷え込みとなった。
この台風の上陸で8月に日本に上陸した台風は4個となり、これは1962年（昭和37年）以来、54年ぶりの観測となった。

## 進路・状態の経過
- 8月15日 - ウェーク島の北西海上で低圧部が発生。
- 8月17日9時 - 熱帯低気圧に発達。
- 8月19日 - 気象庁が24時間以内に台風に発達すると予想[22][23]。
- 8月19日21時 - 速報値ではこの時に中心気圧が994hPa、中心付近最大風速が18m/sの台風に発達したとされていた[24]。
- 8月21日ごろ - 台風がゆっくりとした速度で南下を始める。
- 8月21日21時 - 台風に発達し、中心気圧が992hPa、中心付近最大風速が18m/sとなる[25]。
- 8月23日15時 - 暴風域を伴うようになる。
- 8月24日3時 - 強い台風となる。
- 8月25日3時 - 非常に強い台風となる。
- 8月26日ごろ - 北上し始める。
- 8月27日9時 - 再び非常に強い台風となる。
- 8月28日15時 - 最低気圧940hPaを記録する。
- 8月30日12時 - 大型で強い台風となる。
- 8月30日17時30分ごろ - 岩手県大船渡市付近に上陸[24]。10号が岩手県に上陸した際の気象映像（NOAAによる）

10号が岩手県に上陸した際の気象映像（NOAAによる）

- 8月31日0時 - 日本海の北緯42度、東経138度で温帯低気圧に変わる[24]。
- 8月31日9時 - 西日本に大雨を降らせた寒冷低気圧に吸収される形で消滅。

## 気象状況

### 大雨
北海道では、8月29日から太平洋側東部を中心に雨が続き、31日までの総雨量は、特に日高山脈周辺で多く300ミリを超える大雨となった。
1時間雨量
北海道伊達市（大滝）：70.0ミリ（30日22時29分まで）
大滝での統計開始以来の極値を更新した。
72時間雨量
北海道上士幌町（ぬかびら温泉郷）：351.5ミリ（31日12時まで）
 ぬかびら温泉郷での統計開始以来の極値を更新した。
岩手県では、29日から30日にかけて沿岸地方を中心に雨が降り続いた。30日夕方から夜のはじめ頃にかけては局地的に猛烈な雨を観測し、総降水量が約300ミリの大雨となった。
1時間雨量
岩手県
宮古市（宮古）：80.0ミリ（30日17時52分まで）
岩泉町（岩泉）：70.5ミリ（30日18時21分まで）
宮古・岩泉での統計開始以来の極値を更新した。
3時間雨量
岩手県
岩泉町（岩泉）：138.0ミリ（30日18時20分まで）
大槌町（大槌）：126.5ミリ（30日17時40分まで）
岩泉・大槌での統計開始以来の極値を更新した。

### 暴風
最大瞬間風速
岩手県宮古市宮古：37.7m/s（30日18時04分）
北海道函館市高松：36.1m/s（30日19時56分）
最大風速
山形県酒田市飛島：25.3m/s（30日18時16分）
北海道函館市高松：24.8m/s（30日21時31分）

## 被害・影響

### 日本

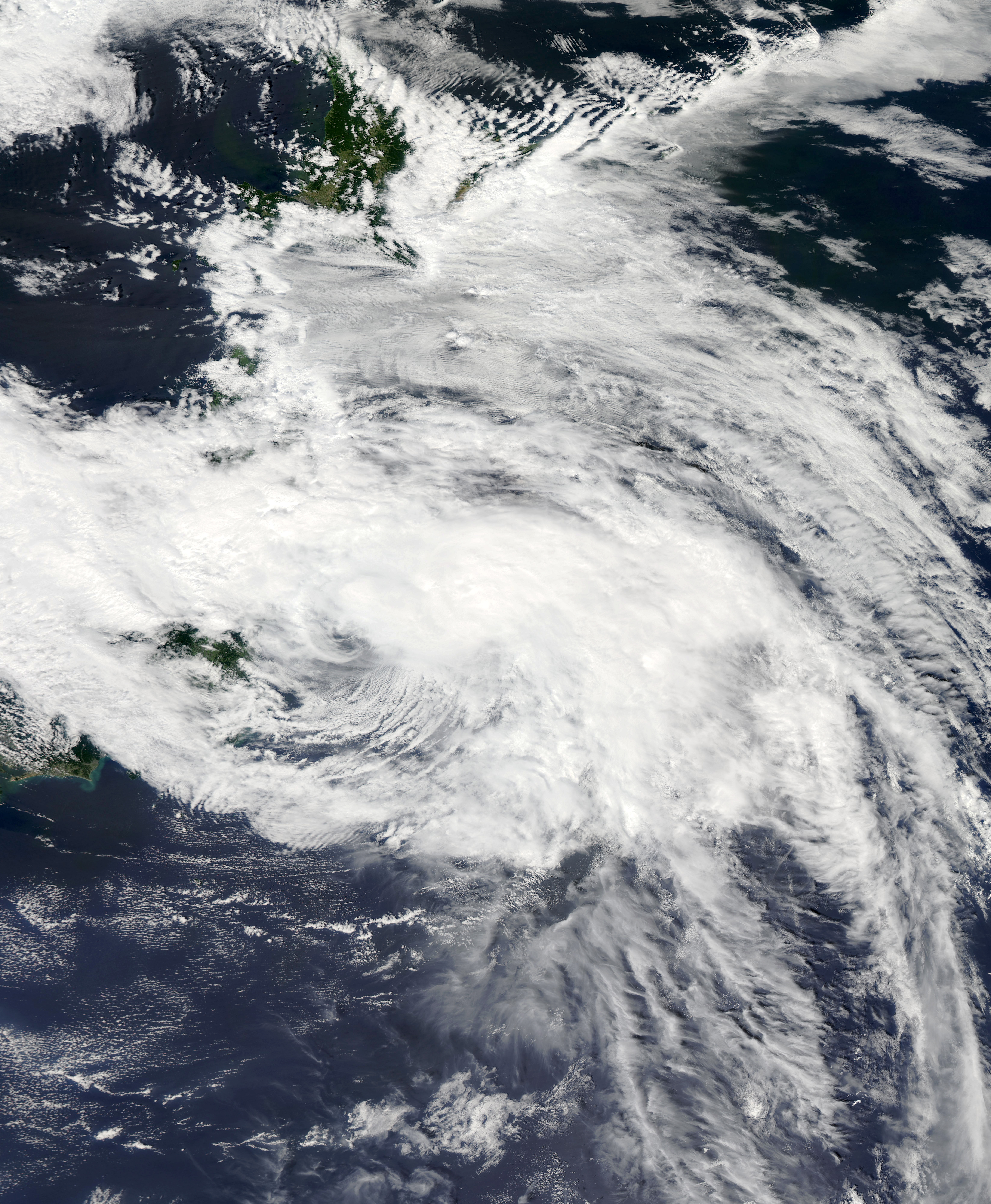
8月30日、東北地方に接近の台風10号

- 死者26人、行方不明者3人、負傷者14人、住宅の全壊518棟、半壊2,281棟、一部破損1,174棟、床上浸水279棟、床下浸水1,752棟（2017年11月8日現在）[28]
- 安倍晋三首相は31日、台風の被害拡大を受け、岩手県に政府調査団を派遣し、早急な被害状況の把握、地方自治体と緊密に連携し、政府一体となった被災者の救命・救助など災害応急対策の実施、大雨や河川、浸水の状況などの適時的確な情報提供の3点を指示した[29]。なお安倍首相はアフリカ開発会議出席のため29日までケニアを訪問する予定だったが台風の接近を受けて予定を早めに切り上げ、29日深夜に帰国していた。
- 台風の影響で、東北・北海道では広範囲で停電、交通機関の運休・欠航、通行止めとなった[30]。
- NHKでは先の9号に続いて2週連続で特別編成となった。このためひるブラは2日連続で休止になった。

#### 北海道
- 北海道では8月31日4時40分頃、南富良野町で空知川の堤防が決壊し、市街地が浸水した。帯広市でも札内川の堤防が決壊。芽室町でも芽室川が氾濫して周辺の道路や住宅が浸水した。清水町ではペケレベツ川が氾濫して民家が流された[31][32][33]。
- 道東の十勝総合振興局では新得町と大樹町で、流失した橋から車ごと転落した2人が死亡。清水町では2人が流され行方不明になっている[34][35]。
- 8月17日から23日の一週間で台風7号（17日上陸）・11号（21日上陸）・9号（23日上陸）が上陸し、この10号でも大雨となった北海道では、交通網に甚大な被害が発生した。
  - 北海道旅客鉄道（JR北海道）の各線では路盤流出、橋梁流失、土砂流入、盛土崩壊、倒木、架線損傷・切断、電柱倒壊、護岸変状・崩壊が相次いで発生し、道東を中心に路線網が寸断された[36]。9月2日、JR北海道は記者会見でこれらの路線網の復旧費用に石北本線だけで2-3億円かかり、総額で数十億円規模に膨らむ可能性があるとの見通しを示し、収入・経営状況に深刻なダメージだと述べた[37]。
  - JR貨物は、9月1日に北海道支社管内に留め置かれている道外向けコンテナ（5トン）が、1日時点で2,559個に上ることを明らかにした[38]。
    - 9月13日に宗谷本線（幌延 - 稚内間）が1週間ぶりに運行を再開し、札幌 - 稚内間の特急が運行した[39]。
    - 10月1日に石北線（上川 - 白滝間）が41日ぶりに全線で運行を再開し、生産量日本一の北見産のタマネギを運ぶ臨時貨物列車（通称・タマネギ列車）も夕方に動き出すことになった[40]。
    - 12月22日に石勝線（トマム - 新得間） および根室本線（新得 - 芽室間）が運転再開。同時に特急「スーパーおおぞら」、「スーパーとかち」も運転再開[41]。

  - 一方でこの台風で被災し運休が続いていた根室本線東鹿越 - 新得間は富良野 - 東鹿越間と合わせて2024年4月1日をもって廃止となった。[42][43]。
  - 国道は主に十勝地方に通じる各国道を中心に橋梁流失や路盤流出が相次ぎ通行止めとなり、一時は十勝地方が孤立状態となった。道東自動車道も法面の崩壊で一時通行止めとなったが9月1日午前8時に解除された。その中で国道38号および国道274号は落橋等のため通行止が長期に及ぶことから、並行する道東自動車道の占冠ICから音更帯広IC間において当面の間無料措置を実施することとなった[44]。その他道道も100箇所以上の区間が通行止めとなるなど甚大な影響を残した。道内では道路の被害として、激しい川の流れで、橋と川岸が接する部分の土が削られる「洗掘」（せんくつ）により被害を受けた橋が42ヶ所確認されている[45]。
    - 9月11日に国道38号の狩勝峠が12日ぶりに復旧し、道央と道東をつなぐ幹線国道2本のうち1本が通行できるようになった[46]。
    - 2017年10月28日に国道274号の日勝峠が14か月ぶりに開通した[47]。
- これらの台風による大雨と交通網の混乱の影響で、道東地方で収穫期を迎えていたタマネギやジャガイモ、冷夏で収穫が遅れていた十勝小豆などの農作物の収穫・出荷に影響が懸念された[48]。
- 9月2日に上川管内南富良野町の公共串内牧場で牛900頭が孤立していることが分かり[49]、高橋はるみ知事は４日、今週中に救出する考えを示した[50]。北海道は応急措置で道道を復旧させ、8日、牛約900頭を搬出する作業が飼育のために牛を預けていた道内畜産農家たちにより始まった[51]。

#### 東北

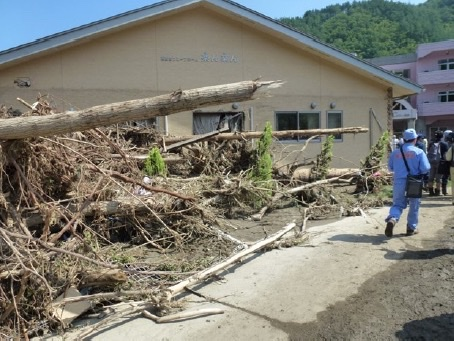
入所者9人が死亡したグループホーム周辺に堆積した流木（岩手県岩泉町乙茂地区）

- 岩手県で岩泉町を中心に甚大な被害が出た。岩手県内で24人の死亡が確認され、1人が行方不明となっている。岩泉町で高齢者施設の近くを流れる小本川が氾濫し、施設内に水が流れ込んだため、入居者の男女9人の死亡が8月31日確認された[52]。高齢者施設のあった町役場東側地区には避難指示や勧告を出さなかったことにつき、伊達勝身町長は「残念ながら油断していた。申し訳ない」と謝罪した[53]。
- 岩手県久慈市では久慈川と長内川が氾濫し、二つの川に挟まれた広範囲が浸水した。宮古市や釜石市、大槌町でも浸水被害があった。[54]
- 岩手県宮古市は8月30日17時、市内の全仮設住宅（235世帯、614人）に避難指示を出し、台風が上陸した大船渡市では、市が全域（1万5081世帯、3万8087人）に避難勧告を出した[55]。
- 岩手県は9月1日、岩泉町の900人を含む少なくとも1,100人の住民が孤立していることを明らかにした[56]。
- 岩手県岩泉町は9月4日台風12号の接近に備え町内の全4587世帯、9947人に避難指示を出し、岩手県久慈市は、山間部の1279世帯、3,008人に避難準備情報を出し、両市町は孤立集落の住民計800人をヘリなどで緊急避難させる[57]。
  - 岩手県久慈市は9月13日、道路の復旧が進み、全ての集落で孤立が解消されたと明らかにした[58]。
  - 岩手県岩泉町は9月19日、道路の復旧が進み、約3週間ぶりに全ての集落で孤立が解消した[59]。
  - 岩手県岩泉町は10月29日、被災住民が入居する仮設住宅が完成したことから入居を開始した[60]。

#### その他の影響

##### ポテトチップス製品への影響
- 北海道で生産されるポテトチップス用ジャガイモの収穫量が大幅に減少したため、北海道産ジャガイモを原料とする一部のポテトチップス製品が発売延期・発売休止となった。
  - カルビー
    - 2016年9月5日に予定していた季節商品のポテトチップス「ア・ラ・ポテト」の発売を同年10月3日に延期した[61]。
    - ポテトチップス商品15種類が2017年4月22日より発売休止、18種類が2017年4月15日より終売となった[62]。なお、発売休止対象商品のうち、「ピザポテト」は発売休止発表後に需要が急増したため、4月12日より発売休止となった[63]。

  - 山芳製菓は3割減産する方針を表明した。
  - 湖池屋は2017年3月25日よりポテトチップス商品9種類を発売休止、7種類を終売とした[64]。

### 北朝鮮
- 8月29日から9月2日にかけて、台風10号は中国大陸側の低気圧と合わさる形となり、北朝鮮の北東部に記録的な豪雨をもたらした。これにより中朝国境地帯を流れる豆満江が大氾濫を起こし、会寧市や茂山郡、延社郡といった流域に被害をもたらし[65]、少なくとも133人が死亡、10万人以上が家を失った[66]。

## 行政の対応

### 政府
8月26日、16:00に「平成28年台風第10号に係る関係省庁災害警戒会議」。
8月29日、10:00に情報連絡室設置
8月29日、16:00に「平成28年台風第10号に係る関係省庁災害警戒会議(第2回)」
8月31日、 8:57に「関係省庁局長会議」
8月31日、13:00に官邸連絡室設置（情報連絡室を改組）
8月31日、13:00に「平成28年台風第10号に係る関係省庁災害対策会議(第1回)」
8月31日、務台内閣府大臣政務官を団長とする政府調査団を岩手県へ派遣
9月 2日、政府現地連絡調整室設置（岩手県）。
9月 2日、16:00に「平成28年台風第10号に係る関係省庁災害対策会議(第3回)」
9月 5日、11:00に「平成28年台風第10号に係る関係省庁災害対策会議(第4回)」
9月16日、政府は、台風第7号、台風第11号、台風第9号及び台風第10号による全国各地の被害を「激甚災害に対処するための特別の財政援助等に関する法律」に基づき激甚災害として指定し、併せて当該災害に適用すべき措置を指定する政令を、9月16日の閣議において決定した。また、激甚災害（局激）として北海道空知郡南富良野町並びに岩手県宮古市、久慈市及び下閉伊郡岩泉町の4市町を指定した。

### 警察
警察庁
8月31日、秋田県及び山形県広域緊急援助隊の出動を指示。
9月2日、青森県警察、福島県警察、群馬県警察及び新潟県警察の広域緊急援助隊に出動を指示
北海道警察関係
8月30日、警備部長を長とする災害警備対策室を設置
8月31日、南富良野町において、道警ヘリ、部隊バスを活用して避難措置、救助を実施
9月1日、新得、清水、大樹の各町において、機動隊、航空隊による捜索活動を実施
岩手県警察関係
8月30日、警察本部長を長とする災害警備本部を設置
8月31日、岩手県下閉伊郡岩泉町及び久慈市において、署員、機動隊、広域緊急援助隊により、冠水箇所からの避難措置、救出救助、安否確認等を実施

### 消防
消防庁
8月26日、16:00 関係省庁災害警戒会議（第1回）に応急対策室長が出席
8月26日、16:58 全都道府県に対し「台風第10号警戒情報」を発出
8月29日、10:00 応急対策室長を長とする消防庁災害対策室を設置(第１次応急体制)
8月29日、14:37 全都道府県に対し「平成28年台風第10号への対応について」を発出し、対応に万全を期すよう要請
8月31日、5:30　岩手県知事から消防庁長官に対し、広域航空消防応援を要請
8月31日、9:58　岩手県への第一次出動都道府県大隊が属する４県（青森県、宮城県、秋田県、山形県）に対し、出動可能隊数の求め及び出動準備を依頼
8月31日、10:00　岩手県知事から消防庁長官に対し緊急消防援助隊の出動を要請
8月31日、12:30　岩手県消防防災航空隊：自県対応中（久慈市上空を偵察中）、宮城県消防防災航空隊：ヘリサットによる情報収集任務（花巻空港にて現在待機中）、秋田県消防防災航空隊：救助任務（花巻空港にて現在待機中）、福島県消防防災航空隊：救助任務（花巻空港にて現在待機中）
8月31日、13:57　仙台市消防局指揮支援部隊 岩手県庁到着
8月31日、16:22　横浜市消防局指揮支援隊 久慈広域連合消防本部到着
8月31日、17:00　東京消防庁指揮支援隊 宮古地区広域行政組合消防本部到着
8月31日、17:40　青森県大隊 岩手県久慈市（久慈市第二体育館）到着
8月31日、19:10　宮城県大隊 岩手県宮古市（宮古地区広域行政組合消防本部）到着
9月1日、青森県大隊　久慈市下戸鎖、端神地区にて検索活動を実施。宮城県大隊及び県内応援隊 岩泉町安家地区の一部１０５世帯の検索活動を実施。。宮城県大隊の重機 岩泉町安家地区の道路啓開及び流木等除去を実施
9月1日、宮城県大隊の救急小隊３隊及び県内応援隊 岩泉済生会病院から転院患者３３名を岩泉高校グラウンドに搬送。消防ヘリにて、ＳＣＵ（岩手県消防学校）に搬送後、県内消防等により病院搬送
9月1日、岩泉町にて消防ヘリ情報収集活動を実施（※東京消防庁航空隊ヘリのヘリサットにより消防庁等へ映像配信）。岩泉町氷渡地区にて、住戸屋根上に「ＳＯＳ」サインを確認、ホイストにより１名救助。岩泉町内にて、透析患者をホイスト等により９名搬送。転院患者３３名を岩泉町の高校グラウンドからＳＣＵ（岩手県消防学校）に搬送
北海道の消防本部
8月31日、地元消防本部等の活動　とかち広域消防局30隊150人、富良野広域連合消防本部44人が活動中
8月31日、道内応援消防本部の活動　札幌市消防局の消防ヘリが南富良野町内で救助活動。北海道消防防災ヘリが南富良野町内で救助活動
岩手県の消防本部
8月30日、21時30分  岩手県の消防相互応援に関する協定に基づき、代表消防機関である、盛岡地区広域消防組合消防本部に出動を要請
8月31日、4時30分  盛岡地区広域消防組合消防本部、花巻市消防本部、北上地区消防組合消防本部、二戸地区広域行政事務組合消防本部の4消防本部が岩泉町へ出動
8月31日、5時30分 岩手県防災ヘリにより上空からの被害調査を実施
8月31日、11時20分現在、宮古地区広域行政組合消防本部20名、県内応援57名が活動中

### 防衛省
岩手県関係
8月30日、岩手県知事から孤立者の救助、給水支援の災害派遣要請
9月1日、14:00時点、岩泉町におけるヘリによる孤立者救助実績：87名（うち、岩泉町老人ホームにおける孤立者85名を警察と連携して救助を実施）。久慈市において、道路啓開を実施。岩泉町及で給水支援を実施：約2ｔ
9月2日、航空機によるＤＭＡＴ及び患者輸送を実施：患者空輸19名 。
9月3日、航空機による患者輸送を実施：患者空輸約55名 。
9月4日、岩泉町において入浴支援を実施：約25名。
北海道関係
8月31日、北海道知事から十勝地方における孤立者の救助にかかる災害派遣要請
9月1日、14:00時点、芽室町における孤立者救助実績：22名。大樹町において、行方不明者捜索を実施。清水町、新得町、大樹町及で給水支援を実施：約60ｔ。南富良野町における孤立者の救助実績：130名。南富良野町及び占冠村において給水支援を実施：約4ｔ。南富良野町において給食活動を実施 。
9月5日、清水町において、行方不明者捜索を実施。清水町、新得町、南富良野町で給水支援を実施：約100ｔ。南富良野町で公共施設等周辺啓開1箇所。新得町において入浴支援を実施：約245名。
9月6日、19:00時点、北海道知事（上川総合振興局長）から北海道空知郡南富良野町及び占冠村の撤収要請。

### 国土交通省
8月31日、緊急災害対策派遣隊（TEC-FORCE）を浸水や土砂災害等の被害の大きかった、北海道開発局管内、東北地方整備局管内に派遣し、被災状況調査を開始。
9月1日、北海道開発局、東北地方整備局、中部地方整備局より給水支援のため散水車2台、照明車15台、排水ポンプ車16台、衛星通信車等4台など計42台を派遣。また、リエゾン（情報連絡員）を1道1県14市町村へ、31人派遣。
9月1日、東北地方整備局はTEC-FORCE による被災状況調査や土砂流出等により通行止めとなった国道455号等の道路啓開を実施中 。
9月4日、北海道開発局より給水支援のため、清水町に給水機能付き散水車を派遣 。

### 海上保安庁
岩手県関係
9月1日、ヘリ及び固定翼機で上空から国道106号線の状況調査を実施。
9月1日、宮古市蟇目地区コミュニティーセンターから、要救助者 9名、付添者 4名をヘリで岩手県立宮古病院に搬送。
9月1日、済生会岩泉病院からの患者搬送を支援。
9月1日・2日、巡視船「くりこま」及び巡視艇「はつかぜ」が待機中。
9月3日、巡視艇はつかぜ及び仙台航空基地所属固定翼機 MA727「おおたか」による、小本川及び安家川(両河川河口付近)の調査を実施。

### 自治体

#### 北海道
8月30日、北海道は、災害救助法を20市町村に適用（帯広市、南富良野町、音更町、士幌町、上士幌町、鹿追町、新得町、清水町、芽室町、中札内村、更別村、大樹町、広尾町、幕別町、池田町、豊頃町、本別町、足寄町、陸別町、浦幌町）。

#### 岩手県
8月30日、岩手県は、災害救助法を12市町村に適用（盛岡市、宮古市、久慈市、遠野市、釜石市、岩泉町、田野畑村、普代村、軽米町、野田村、一戸町）。